# Das Galeerenschiff
Das Galeerenschiff ist ein US-amerikanisches Historiendrama aus dem Jahr 1927 von Alan Crosland mit John Barrymore, Dolores Costello und Warner Oland in den Hauptrollen. Das Drehbuch des Stummfilms basiert auf dem Roman Manon Lescaut von Antoine-François Prévost.

## Handlung
Der Adelige Fabien des Grieux, der der Welt für die Kirche abgeschworen hat, verliebt sich leidenschaftlich in die junge Manon Lescaut, als er ihr auf dem Weg zu einem Kloster mit ihrem Bruder André begegnet. Der lüsterne Graf de Morfontaine bietet André eine verlockende Summe für Manon an. Als Fabien von dem Handel erfährt, nimmt er Manon mit nach Paris, wo sie eine idyllische Woche in einer Mansarde verbringen. André findet seine Schwester und überredet sie, Fabien zu verlassen. Er versucht, sie zu einem Bündnis mit Morfontaine zu zwingen und muss sie vor einem aggressiven Apachen retten.
Fabien ist niedergeschlagen bei dem Gedanken, dass Manon Morfontaines Geliebte geworden ist. Er will gerade sein Gelübde ablegen, zögert aber. König Ludwig XV. sieht Manon im Salon des Herzogs de Richelieu und gewinnt sie für sich. Der abgelehnte Morfontaine ordnet ihre Verhaftung und Deportation an, wird jedoch von Fabien getötet, der Manon auf einem Sträflingsschiff nach Amerika begleitet. Nachdem er die Sträflinge zur Meuterei angestiftet hat, flüchtet er mit ihr in einem kleinen Boot.

## Hintergrund
Gordon Hollingshead arbeitete als Regieassistent.

## Veröffentlichung
Die Premiere des Films fand am 3. Februar 1927 in New York statt. 1928 kam er im Deutschen  Reich in die Kinos.

## Kritiken
Der Filmkritiken-Aggregator Rotten Tomatoes hat in einer Auswertung ein Publikumsergebnis von 55 Prozent positiver Bewertungen ermittelt.
Mordaunt Hall von der The New York Times beschrieb den Film als gute Unterhaltung mit John Barrymore in einer galanten Rolle. Dolores Costello sei außergewöhnlich schön und oft sehr weinerlich, was man ihr angesichts der Rolle nicht übelnehmen könne.

## Auszeichnungen
Der Film wurde 1927 mit dem Photoplay Award als bester Film des Monats April ausgezeichnet. Dolores Costello gewann den Preis als beste Darstellerin.